# Воскресенское (городской округ Кашира)
Воскресенское — деревня в городском округе Кашира Московской области.

## География
Находится в южной части Московской области на расстоянии приблизительно 14 км на восток-юго-восток по прямой от железнодорожной станции Кашира.

## История
Воскресенское известно с 1578 года как владение князя М. Ю. Мещерского и С. П. Лихарева. Названо по храму. С 1624 года село находилось во владении князя Д. И. Дмитриева, позднее других помещиков. В середине XIX века село разделилось на два сельца: 1-е и 2-е Воскресенское (Выселки). Позднее осталось одно Воскресенское уже в статусе деревни. В 1995 году отмечено 30 дворов. До 2015 года входила в состав сельского поселения Знаменского Каширского района.

## Население
Постоянное население составляло 55 постоянных жителей (1995), 31 в 2002 году (русские 100 %), 40 в 2010.